# Варненці
Ва́рненці (болг. Варненци) — село в Силістринській області Болгарії. Входить до складу общини Тутракан.

## Населення
За даними перепису населення 2011 року у селі проживала 321 особа.
Національний склад населення села:
| Національність   | Кількість осіб | Відсоток |
| ---------------- | -------------- | -------- |
| болгари          | 297            | 92,5%    |
| цигани           | 19             | 5,9%     |
| Всього відповіли | 321            |          |

Розподіл населення за віком у 2011 році:
Динаміка населення: